# Anse de Sigave
L’anse de Sigave, aussi appelée baie de Sigave ou baie de Leava (en futunien ava i Leava et en anglais Sigave Bay), est une baie située dans la collectivité d'outre-mer française de Wallis-et-Futuna, au sud-ouest de Futuna, dans le royaume coutumier de Sigave, au sein du village de Leava. 

## Géographie

Carte de Futuna et Alofi.

L'anse de Sigave donne sur le village de Leava dans le royaume de Sigave. Elle constitue le seul mouillage de Futuna, même si le ressac rend le débarquement difficile, quelle que soit la météo. Les premiers officiers de marine français à l’avoir étudiée la jugent même inadaptée à l’accueil des grands navires, et dangereuse lors de la saison des grains.
C'est un point stratégique majeur pour Futuna, car tous les biens importés y transitent.
L'anse de Sigave sert de mouillage pour les embarcations de pêche utilisées par la population du royaume de Sigave ; celles des pêcheurs d'Alo sont stationnées sur la côte près de l'aérodrome de la pointe Vele.
Des chinchards sont présents dans la baie et leur pêche est régulée par des interdits coutumiers.

## Histoire

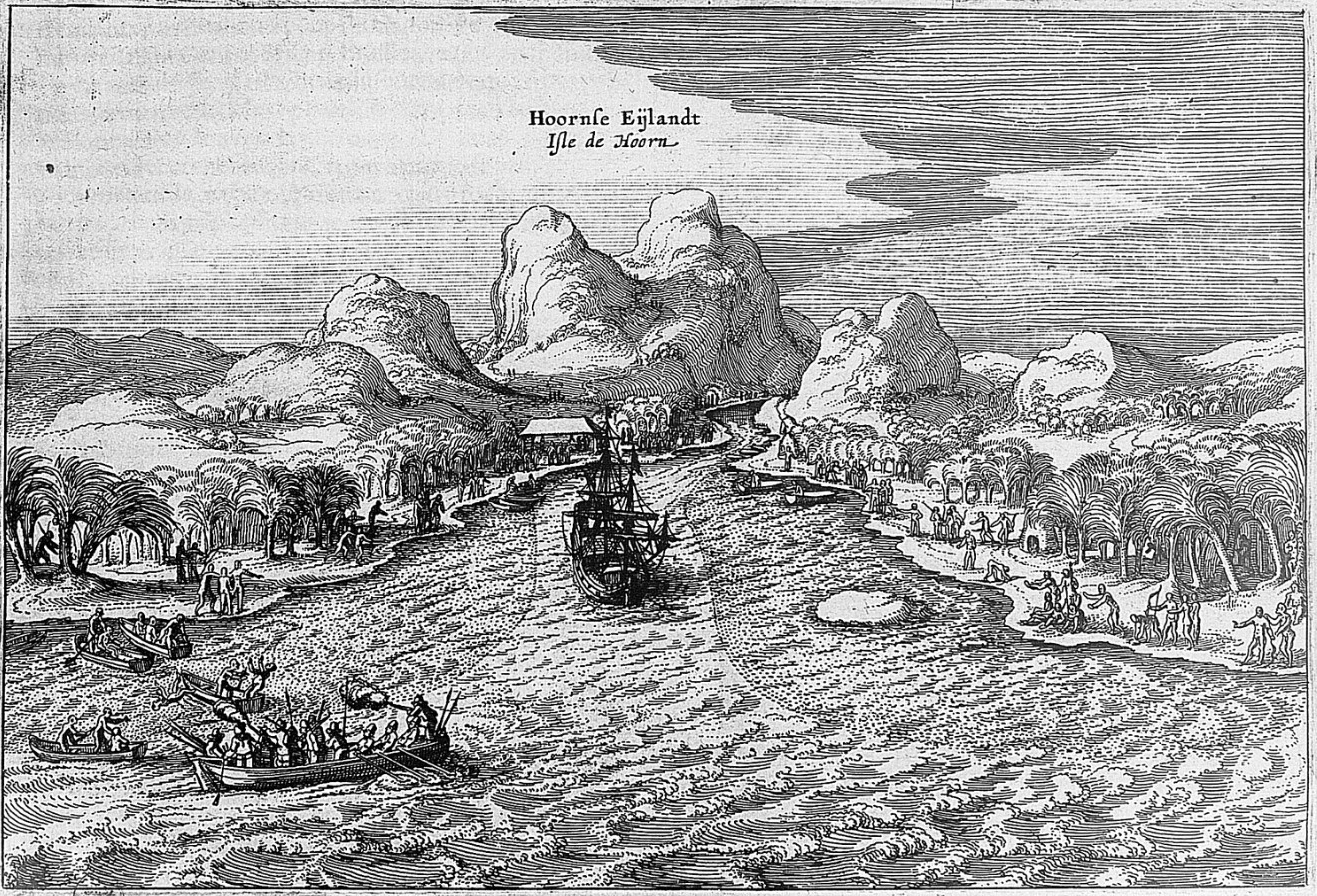
L'anse de Sigave dessinée pour la première fois dans une source occidentale, à la suite de la visite des navigateurs néerlandais Jacob Le Maire et Willem Schouten en 1616.

Le premier navire occidental à y jeter l'ancre est l'Eendracht des hollandais Jacob le Maire et Willem Schouten en 1616.
En 1967, un quai (wharf) est construit ; il subit les dommages des cyclones et des intempéries et doit régulièrement être remis en état. Ce mouillage a donné au royaume de Sigave une place prépondérante par rapport au royaume d'Alo, puisque tous les échanges passent par cet endroit.